# Mai Thúc Lân
Mai Thúc Lân (6 tháng 1 năm 1935 – 29 tháng 10 năm 2014) là một chính khách Việt Nam, sinh tại huyện Điện Bàn, tỉnh Quảng Nam. Ông từng giữ chức vụ Phó Chủ tịch Quốc hội khóa X, Ủy viên Ban Chấp hành Trung ương Đảng Cộng sản Việt Nam.

## Thân thế sự nghiệp
Ông sinh ngày 6 tháng 1 năm 1935, quê xã Điện Phước, huyện Điện Bàn, tỉnh Quảng Nam.
Ông là là cháu nội của nhà Duy tân Mai Dị. Mẹ ông là con gái tộc Trương Châu Lâu.
Khi còn nhỏ đi học ở trường làng, thi đỗ Sơ học yếu lược, tiếp tục học lớp Nhì (cours Moyen) ở trường Phong Thử. Lớn lên đi học trường Đại học Nông lâm ngoài miền Bắc.
Năm 1964, sau khi tốt nghiệp trường Nông Lâm (nay là trường Học viện Nông Nghiệp Việt Nam) ông về tỉnh Bắc Ninh công tác làm cán bộ kỹ thuật trồng trọt. Thời gian ông sống và làm việc tại đây gần 40 năm, ông lấy vợ là một kỹ thuật viên Trại giống lúa Hà Bắc.
Trong ngành nông nghiệp Hà Bắc, ông trải qua các cương vị Phó phòng, Trưởng phòng Trồng trọt. Ông gắn bó với nông nghiệp ngay từ khi hòa bình vừa mới được lập lại trên miền Bắc được vài ba năm, đóng góp công sức, trí tuệ vào thành công của các phong trào trong nông nghiệp như: làm thủy lợi và cải tạo đất, với điển hình nổi tiếng cả nước là Hợp tác xã Trung Hòa, công thức 4 L (lúa – lang – lạc – lợn), phát triển diện tích lúa xuân trở thành vụ sản xuất chính...
Năm 1986 ông đã cùng tập thể lãnh đạo, chỉ đạo, quyết đoán phương án do cán bộ kỹ thuật đề xuất, xử lý thành công "sự cố đê Nội Doi", tránh được thảm cảnh lụt lội cho nhân dân các huyện bắc phần Bắc Ninh.
Sau đó ông được cử đi học Trường Nguyễn Ái Quốc và làm Phó giám đốc Ty Nông nghiệp rồi Giám đốc Ty Nông nghiệp, Phó Chủ tịch Tỉnh Hà Bắc phụ trách nông lâm thủy lợi.
Ông tham gia Ban Chấp hành Đảng bộ tỉnh Hà bắc (Bắc Ninh và Bắc Giang) với tư cách Ủy viên dự khuyết (1976 – 1977) và Ủy viên chính thức (1977 – 1979), Ủy viên Ban Thường vụ (1979 – 1983) Phó chủ tịch tỉnh,
Năm 1982 khi đang là Phó chủ tịch tỉnh Hà Bắc, ông được cử làm Phó đoàn chuyên gia giúp nước bạn Campuchia và bị thương.
Năm 1986 ông về nước, tiếp tục làm việc tại Hà Bắc, giữ chức Phó Bí thư Tỉnh ủy, Chủ tịch Ủy ban nhân dân tỉnh này (1986 – 1990)

## Tham gia vào trung ương

### Công tác tại Văn phòng Quốc hội
Năm 1990 ông chuyển công tác về Văn phòng Quốc hội tại Hà Nội, làm Phó Chủ nhiệm Ủy ban Kinh tế Ngân sách.
Tại Đại hội Đảng Cộng sản Việt Nam VII, Đại hội Đảng Cộng sản Việt Nam VIII ông được bầu vào Ban Chấp hành Trung ương.
Tại Quốc hội khóa IX, ông được bầu làm Chủ nhiệm Ủy ban Kinh tế và Ngân sách của Quốc hội, Ủy viên Ủy ban Thường vụ Quốc hội. Ngày 23-6-1994, căn cứ Tờ trình của Ủy ban Thường vụ Quốc hội và biên bản kết quả bỏ phiếu ngày 18-6-1994, Quốc hội thông qua Nghị quyết về việc ông Mai Thúc Lân được thôi giữ các chức vụ Ủy viên Ủy ban Thường vụ Quốc hội, Chủ nhiệm Ủy ban Kinh tế và Ngân sách của Quốc hội để nhận công tác khác. Ông từng là Đại biểu Quốc hội khóa IX, X.
Trước khi nghỉ hưu, ông giữ cương vị Phó chủ tịch Quốc hội khóa X (1997 – 2002).

### Làm việc tại Quảng Nam
Năm 1994 Mai Thúc Lân và Trương Quang Được cùng quê Quảng Nam được Trung ương cử về làm lãnh đạo Tỉnh ủy Quảng Nam-Đà Nẵng. Ông làm bí thư còn Trương Quang Được làm phó bí thư, Chủ tịch Ủy ban nhân dân tỉnh.
Năm 1996 tỉnh Quảng Nam-Đà Nẵng chia tách thành tỉnh Quảng Nam và Thành phố Đà Nẵng. Ông được bầu làm Bí thư Tỉnh ủy tỉnh Quảng Nam , Trương Quang Được làm Bí thư Thành ủy Đà Nẵng.

## Giải thưởng và qua đời
Năm 2007 ông được Nhà nước tặng thưởng Huân chương Hồ Chí Minh.
Sáng 29 tháng 10 năm 2014 ông qua đời, hưởng thọ 79 tuổi và an táng tại Nghĩa trang Mai Dịch.